# 海马体照相馆
海马体照相馆是中華人民共和國一家證件照攝影連鎖機構，隸屬於成立於2011年的杭州缦图摄影有限公司（2023年10月11日更名为杭州海马体摄影有限公司），海马体照相馆由畢業於浙江传媒学院的黄逸涵與其妻子吴雨奇共同創辦於2014年。2015年3月8日，海马体照相馆首家門店在浙江传媒学院下沙校区开业。截至2018年11月，海马体照相馆在中華人民共和國61个城市開設270家门店。門店採取直營模式。总部位于杭州下沙。

## 外部連結
- 官方网站